# Copa Intertoto de la UEFA 2005
La Copa Intertoto de la UEFA 2005 fue la undécima edición de este torneo de fútbol a nivel de clubes de Europa organizado por la UEFA y que tuvo la participación de 61 equipos de todo el continente europeo.
El torneo clasificaba a tres equipos para la Copa de la UEFA 2005-06, los cuales fueron el RC Lens y el Olympique de Marseille, ambos de Francia, así como el Hamburger SV de Alemania.

## Primera ronda
| Equipo 1            | Agr. | Equipo 2                | Ida | Vuelta |
| ------------------- | ---- | ----------------------- | --- | ------ |
| Beitar Jerusalem FC | 6–4  | FK Sileks Kratovo       | 4–3 | 2–1    |
| Bohemian            | 2–3  | Gent                    | 1–0 | 1–3    |
| Tiligul Tiraspol    | 2–9  | Pogoń Szczecin          | 0–3 | 2–6    |
| Valletta            | 2–7  | FK Budućnost Podgorica  | 0–5 | 2–2    |
| JK Narva Trans      | 1–2  | Lokeren                 | 0–2 | 1–0    |
| FC Victoria Rosport | 2–5  | IFK Göteborg            | 1–2 | 1–3    |
| KS Dinamo Tirana    | 3–5  | NK Varteks              | 2–1 | 1–4    |
| NK Slaven Belupo    | 2–0  | NK Drava Ptuj           | 1–0 | 1–0    |
| Lernagorts-Ararat   | 1–9  | Neuchâtel Xamax         | 1–3 | 0–6    |
| CFR Ecomax Cluj     | 7–3  | FK Vėtra                | 3–2 | 4–1    |
| Olympiakos Nicosia  | 0–16 | Gloria Bistriţa         | 0–5 | 0–11   |
| Skála ÍF            | 0–3  | Tampere United          | 0–2 | 0–1    |
| Vasas SC            | 0–2  | FK ZTS Dubnica          | 0–0 | 0–2    |
| FK Žalgiris Vilnius | 2–0  | Lisburn Distillery F.C. | 1–0 | 1–0    |
| FK Karvan           | 1–4  | Lech Poznań             | 1–2 | 0–2    |
| FC Rànger's         | 1–6  | SK Sturm Graz           | 1–1 | 0–5    |
| Bangor City         | 1–4  | Dinaburg FC             | 1–2 | 0–2    |
| FK Smederevo        | 1–3  | FK Pobeda               | 0–1 | 1–2    |
| FC Neman Grodno     | 0–1  | FC Tescoma Zlín         | 0–1 | 0–0    |
| Lombard-Pápa TFC    | 3–1  | WIT                     | 2–1 | 1–0    |
| FC Inter Turku      | 4–0  | ÍA Akranes              | 0–0 | 4–0    |

## Segunda ronda
| Equipo 1               | Agr.     | Equipo 2            | Ida | Vuelta |
| ---------------------- | -------- | ------------------- | --- | ------ |
| Sigma Olomouc          | 1–0      | Pogoń Szczecin      | 1–0 | 0–0    |
| CFR Cluj               | (p.) 1–1 | Athletic Club       | 1–0 | 0–1    |
| Wolfsburgo             | 5–3      | Sturm Graz          | 2–2 | 3–1    |
| Deportivo de La Coruña | 4–2      | Budućnost Podgorica | 3–0 | 1–2    |
| Ankaraspor             | 1–4      | ZTS Dubnica         | 0–4 | 1–0    |
| Slovan Liberec         | 7–2      | Beitar Jerusalem    | 5–1 | 2–1    |
| Saint-Étienne          | 3–2      | Neuchâtel Xamax     | 1–1 | 2–1    |
| Gent                   | 1–0      | Tescoma Zlín        | 1–0 | 0–0    |
| Hamburgo               | 8–2      | Pobeda              | 4–1 | 4–1    |
| Slaven Belupo          | 4–2      | Gloria Bistriţa     | 3–2 | 1–0    |
| Lokeren                | 3–5      | Young Boys          | 1–4 | 2–1    |
| Varteks                | 6–5      | Inter Turku         | 4–3 | 2–2    |
| Tampere United         | 1–0      | Charleroi           | 1–0 | 0–0    |
| Lombard-Pápa TFC       | 2–4      | IFK Göteborg        | 2–3 | 0–1    |
| Žalgiris Vilnius       | 3–2      | Dinaburg            | 2–0 | 1–2    |
| Racing Lens            | 3–1      | Lech Poznań         | 2–1 | 1–0    |

## Tercera ronda
| Equipo 1               | Agr.     | Equipo 2              | Ida | Vuelta |
| ---------------------- | -------- | --------------------- | --- | ------ |
| Deportivo de La Coruña | 4–0      | Slaven Belupo         | 1–0 | 3–0    |
| Egaleo                 | 4–5      | Žalgiris Vilnius      | 1–3 | 3–2    |
| Borussia Dortmund      | 1–1 (v.) | Sigma Olomouc         | 1–1 | 0–0    |
| Young Boys             | 3–5      | Olympique de Marsella | 2–3 | 1–2    |
| Varteks                | 2–5      | Racing Lens           | 1–1 | 1–4    |
| Roda JC                | (v.) 1–1 | Slovan Liberec        | 0–0 | 1–1    |
| Leiria                 | 0–3      | Hamburgo              | 0–1 | 0–2    |
| Gent                   | 0–2      | Valencia              | 0–0 | 0–2    |
| ZTS Dubnica            | 1–5      | Newcastle United      | 1–3 | 0–2    |
| Lazio                  | 4–1      | Tampere United        | 3–0 | 1–1    |
| IFK Göteborg           | 0–4      | Wolfsburgo            | 0–2 | 0–2    |
| CFR Cluj               | (v.) 3–3 | Saint-Étienne         | 1–1 | 2–21   |

1- Se jugó el 24 de julio.

## Semifinales
| Equipo 1               | Agr. | Equipo 2              | Ida | Vuelta |
| ---------------------- | ---- | --------------------- | --- | ------ |
| Valencia               | 4–0  | Roda JC               | 4–0 | 0–0    |
| Žalgiris Vilnius       | 2–7  | CFR Cluj              | 1–2 | 1–5    |
| Sigma Olomouc          | 0–4  | Hamburgo              | 0–1 | 0–3    |
| Deportivo de La Coruña | 4–2  | Newcastle United      | 2–1 | 2–1    |
| Wolfsburgo             | 0–4  | Racing Lens           | 0–0 | 0–4    |
| Lazio                  | 1–4  | Olympique de Marsella | 1–1 | 0–3    |

## Finales
| Equipo 1               | Agr. | Equipo 2              | Ida | Vuelta |
| ---------------------- | ---- | --------------------- | --- | ------ |
| CFR Cluj               | 2–4  | Racing Lens           | 1–1 | 1–3    |
| Deportivo de La Coruña | 3–5  | Olympique de Marsella | 2–0 | 1–5    |
| Hamburgo               | 1–0  | Valencia              | 1–0 | 0–0    |